# 謝伊多澤羅湖
謝伊多澤羅湖是俄羅斯西北部的淡水湖，位於摩爾曼斯克州內的科拉半島，鄰近洛沃澤羅湖，山脈環繞湖岸四周，海拔高度189米，湖泊長8公里、闊3公里。